# جون کوبایاشی
جون کوبایاشی (انگلیسی: Jun Kobayashi؛ زادهٔ ۷ مهٔ ۱۹۹۹) بازیکن فوتبال اهل ژاپن است.
از باشگاه‌هایی که در آن بازی کرده‌است می‌توان به باشگاه فوتبال سرزو اوساکا اشاره کرد.